# Vägavsnitt vid Åsen på Gamla Rikstvåan
Vägavsnitt vid Åsen på Gamla Rikstvåan är en gatstenssatt sträcka av tidigare Riksväg 2, som är ett byggnadsminne. Åsens bebyggelse ligger väster om Grinneröds kyrka och några kilometer söder om Ljungskile i Uddevalla kommun. Den tidigare gästgivaregården Åsen fanns redan 1740 och dess verksamhet upphörde i början på 1900-talet.
Riksväg 2 var en huvudväg i Sverige, som sträckte sig från Trelleborg till gränsen mot Norge på Gamla Svinesundsbron. Den hade i Bohuslän i äldre tider en östligare sträckning via Lilla Edet, men byggdes senare närmare havet förbi Svenshögen. Riksväg 2 har senare ersatts av stamvägen E6 och E6 har byggts om till motorväg genom Bohuslän. När Riksväg 2 anlades 1901 fick den ett nyare avsnitt väster om Åsen, vilken ersatte den tidigare sträckningen genom Åsens bebyggelse, vilken i sin tur ersattes av en ny sträckning öster om Åsen 1955. 
En sträcka av vägen från 1901 renoverades på 1990-talet och blev k-märkt 1998, vilket var första gången som en väg blev byggnadsminne i Sverige.
Den aktuella sträckan är 680 meter lång och anlades 1901. 1934–1935 stensattes sträckan med grå gatsten, med en mittsträng av mörkare sten. Arbete utfördes som ett  AK-arbete under den stora depressionen. Vägbanan kantas av stengardister och ett rödmålat räcke. I byggnadsminnet ingår också i den södra ändan en äldre stenvalvsbro, som tidigare har tidigare lett vägen över Apelbäcken.